# Гнединский газоперерабатывающий завод
Гнединский газоперерабатывающий завод (укр. Гнідинський газопереробний завод) — промышленное предприятие в селе Гнединцы Варвинского района Черниговской области.

## История
В 1963 году для освоения открытого в 1959 году Гнединского нефтегазоконденсатного месторождения в Гнединцах было начато строительство нефтеперерабатывающего предприятия, первая очередь которого - установка комплексной подготовки нефти № 1 - была введена в эксплуатацию в 1968 году.
В дальнейшем, в соответствии с 9-м пятилетним планом развития народного хозяйства СССР по проекту киевского проектного института "УкрНИИпроект" в Гнединцах был построен газоперерабатывающий завод, который был введён в эксплуатацию в 1974 году и в апреле 1974 года дал первую продукцию.
В 1977 году уровень механизации производственных процессов на предприятии превысил 90%, в этом году завод переработал 400 млн. м³ попутного нефтяного газа. Также, в 1977 году от завода была осуществлена газификация села Гнединцы.
По состоянию на начало 1979 года, завод был оснащён новым оборудованием и входил в число передовых предприятий нефтяной промышленности (основные технологические процессы к этому времени были автоматизированы), основной продукцией завода являлись газ для коммунально-бытового потребления, сжиженный газ для коммунально-бытового потребления и стабильный газовый бензин, часть произведённой продукции экспортировалась за границы СССР.
После провозглашения независимости Украины завод стал крупнейшим из семи ГПЗ на территории Украины. В дальнейшем, государственное предприятие было передано в ведение производственного объединения "Укрнефть" и преобразовано в общество с ограниченной ответственностью.
Начавшийся в 2008 году экономический кризис осложнил положение завода, 5 декабря 2008 года буровые работы были приостановлены, объемы производства - уменьшены, предприятие переведено на неполный рабочий день и 4-дневную рабочую неделю. Основной продукцией ГПЗ в это время являлись сжиженный газ и газовый бензин.
В мае 2009 года Кабинет министров Украины внёс завод в перечень особо важных объектов нефтегазовой отрасли экономики страны.